# دمچه‌ای رخ‌سرخ
دمچه‌ای رخ‌سرخ (نام علمی: Sylvietta whytii) نام یک گونه از سرده دمچه‌ای‌ها است.